# Luahandroito
Luahandroito is een bestuurslaag in het regentschap Nias Selatan van de provincie Noord-Sumatra, Indonesië. Luahandroito telt 1959 inwoners (volkstelling 2010).